# هوبكينسون سميث
هوبكينسون سميث (بالإنجليزية: Hopkinson Smith)‏ هو عازف آلة وترية ‏ وعازف قيثارة أمريكي، ولد في 7 ديسمبر 1946 في نيويورك في الولايات المتحدة.

## وصلات خارجية
- هوبكينسون سميث على موقع ميوزك برينز (الإنجليزية)
- هوبكينسون سميث على موقع ديسكوغز (الإنجليزية)